# O Romance d'A Pedra do Reino e o Príncipe do Sangue do Vai-e-Volta
Romance d'A Pedra do Reino e o Príncipe do Sangue do Vai-e-Volta é um romance do escritor brasileiro Ariano Suassuna, publicado em 1971.

## Comentários acerca da obra
É inspirado em um episódio ocorrido no século XIX, no município sertanejo de São José do Belmonte, a 470 quilômetros do Recife, onde uma seita, em 1836, tentou fazer ressurgir o rei Dom Sebastião - transformado em lenda em Portugal depois de desaparecer na África (Batalha de Alcácer-Quibir): sob domínio espanhol, os portugueses sonhavam com a volta do rei que restituiria a nação tomada à força. O sentimento sebastianista ainda hoje é lembrado em Pernambuco, durante a Cavalgada da Pedra do Reino, por manifestação popular que acontece anualmente no local onde inocentes foram sacrificados pela volta do rei.
Suassuna iniciou O Romance d'A Pedra do Reino e o Príncipe do Sangue do Vai-e-Volta, seu nome completo, em 1958, para concluí-lo somente uma década depois, quando o autor percebeu o que o levou a escrever o romance: a morte do pai, quando tinha apenas três anos de idade – tragédia pessoal presente na literatura de Suassuna, e a redenção do seu "rei" – uma reação contra o conceito vigente na época, segundo o qual as forças rurais eram o obscurantismo (o mal) e o urbano o progresso (o bem).
A história, baseada na cultura popular nordestina e inspirada na literatura de cordel, nos repentes e nas emboladas, é dedicada ao pai do autor e a mais doze "cavaleiros", entre eles Euclides da Cunha, Antônio Conselheiro e José Lins do Rego..

## Crítica
Um "romance-memorial-poema-folhetim", como definiu o poeta Carlos Drummond de Andrade, narrado pelo seu protagonista, Dom Pedro Dinis Ferreira Quaderna, que constrói um monumento literário à cultura caboclo-sertaneja nordestina, marcada pelas tradições do mundo ibérico (Portugal e Espanha), trazidas pelos primeiros colonizadores europeus e transfeitas ao longo dos séculos. Segundo observação do crítico literário João Hernesto Weber, na obra podem ser encontradas "duas distintas tradições a informarem a concepção de mundo do herói: a tradição mítico-sertaneja e a tradição erudita".

## Sinopse
O personagem-narrador, Quaderna, é preso em Taperoá por subversão, faz sua própria defesa perante o corregedor e, para tanto, relata a história de sua família, escrita na prisão. Declara-se descendente de legítimos reis brasileiros, castanhos e "cabras" da Pedra do Reino - sem relação com os "imperadores estrangeiros e falsificados da Casa de Bragança" - e conta o seu envolvimento com as lutas e as desavenças políticas, literárias e filosóficas no seu reino.
Na época do seu lançamento, o livro foi considerado um marco da literatura nordestina, após o ciclo do romance regional de 1930. A obra foi adaptada para o cinema, o teatro e a televisão.

## Adaptação para TV
O livro foi adaptado para TV em 2007, em homenagem aos 80 anos de Ariano Suassuna. Exibida na Rede Globo em 5 capítulos, a minissérie A Pedra do Reino teve direção e roteiro de Luiz Fernando Carvalho e colaboração de Luis Alberto de Abreu e Bráulio Tavares, e elenco composto por Irandhir Santos, Cacá Carvalho, Everaldo Pontes, Marcelia Cartaxo, entre outros.